# 644
Évszázadok: 6. század – 7. század – 8. század
Évtizedek: 590-es évek – 600-as évek – 610-es évek – 620-as évek – 630-as évek – 640-es évek – 650-es évek – 660-as évek – 670-es évek – 680-as évek – 690-es évek
Évek: 639 – 640 – 641 – 642 –  643 – 644 – 645 – 646 – 647 – 648 – 649

## Események

### Bizánci Birodalom
- Valentinus régens hadjáratot indít az arabok ellen, de Örményországban megfutamítják és a kincstárát is kénytelen hátrahagyni.
- Valentinus csapatokkal jelenik meg Konstantinápolyban és megpróbálja megszerezni a császári trónt. Követelését, hogy koronázzák meg, II. Paulosz pátriárka elutasítja és a főváros népe meglincseli előbb Valentinus követét, majd őt magát is.

### Arab Birodalom
- Egy perzsa származású rabszolga kézműves, Abú Lulua Firúz adóengedményt kér Omár kalifától és amikor elutasítják, tőrével halálosan megsebesíti a kalifát. Omár a halálos ágyán Oszmán ibn Affánt (Mohamed próféta másodunokatestvérét és vejét) jelöli ki utódjául.

### Kelet-Ázsia
- Tang Taj-cung kínai császár sereget küld a Tarim-medencebeli Karasar oázisváros ellen, amelynek királya kínai vazallus volt, de szövetséget kötött a nyugati türkökkel. A kínaiak megszállják a várost és a királyt foglyul ejtve annak testvérét helyezik a trónra.
- A japán Naganóban felépül a Zenkó-dzsi (a Szerető fény temploma) buddhista templom.

## Halálozások
- november 3. – I. Omár kalifa (* 581)
- Abú Lulua Firúz, Omár kalifa gyilkosa
- Szent Sulpitius, Bourges püspöke
- Paulinus, yorki püspök
- Valentinus, bizánci hadvezér

## Fordítás
- Ez a szócikk részben vagy egészben  a(z)   644 című angol Wikipédia-szócikk ezen változatának fordításán alapul.  Az eredeti cikk szerkesztőit annak laptörténete sorolja fel. Ez a jelzés csupán a megfogalmazás eredetét és a szerzői jogokat jelzi, nem szolgál a cikkben szereplő információk forrásmegjelöléseként.